# Krzyżodziób sosnowy
Krzyżodziób sosnowy (Loxia pytyopsittacus) – gatunek małego ptaka z rodziny łuszczakowatych (Fringillidae). Zamieszkuje Europę, głównie północną, oraz przyległy południowo-zachodni skraj Syberii. Nie jest zagrożony wyginięciem.

## Systematyka
Po raz pierwszy zgodnie z zasadami nazewnictwa binominalnego gatunek ten opisał Moritz Balthasar Borkhausen w 1793 roku. Autor nadał mu nazwę Loxia pytyopsittacus, która obowiązuje do tej pory. Nie wskazał miejsca typowego; w 1904 roku Hartert wyznaczył jako miejsce typowe Szwecję. Jest to gatunek monotypowy.

## Występowanie
To gatunek północny. Zamieszkuje północną Europę, od Półwyspu Skandynawskiego po kraje bałtyckie i europejską część Rosji, przyległy południowo-zachodni skraj Syberii, a także północno-wschodnią Szkocję. Jest to ptak osiadły lub migrujący zwykle na niewielkie odległości.
W Polsce dawniej skrajnie nielicznie gniazdował na północy kraju (ostatnie potwierdzone lęgi odnotowano w 1962 roku na Mierzei Helskiej), obecnie rzadko zalatuje (obserwowany do marca). Znacznie rzadszy od podobnego krzyżodzioba świerkowego. Spotyka się go pojedynczo lub w małych grupach w trakcie nalotów populacji ze wschodu.
Zapis kopalny potwierdza jego istnienie już w plejstocenie. Jego skamieniałości odkryto w osadach ze środkowego plejstocenu we Francji oraz w osadach z późnego plejstocenu we Francji, we Włoszech i w Czechach. W Polsce jego skamieniałości odkryto w Jaskini na Biśniku.

## Morfologia
WyglądPodobny do krzyżodzioba świerkowego, ale o silniejszej, krępej sylwetce, grubszej szyi, dużej głowie z płaskim czołem i potężniejszym skrzyżowanym dziobie. Jest też od niego większy. Samce ceglastoczerwone, mają bardziej amarantowy odcień w porównaniu z jego krewniakiem, samice żółtozielone, u obu płci ciemne skrzydła. Silna budowa dzioba, który jest wysoki u nasady i ma wybrzuszoną żuchwę, pozwala mu na wyłuskiwanie nasion (poprzez podważanie łusek) z twardych szyszek sosny, czego krzyżodziób świerkowy nie potrafi. Oba spokrewnione gatunki rozróżnia się po kształcie głowy i wysokości dzioba, choć w terenie jest to dość trudne.
Wymiary średnie
- Długość ciała ok. 17–18 cm[7]
- Rozpiętość skrzydeł ok. 29 cm
- Masa ciała ok. 44–69 g[7]

## Biotop
Stare, otwarte bory sosnowe, niekiedy świerkowe, głównie północnej Europy. Czasem zamieszkuje drzewostany o innym składzie gatunkowym, ale i tam musi przeważać sosna.

## Rozród

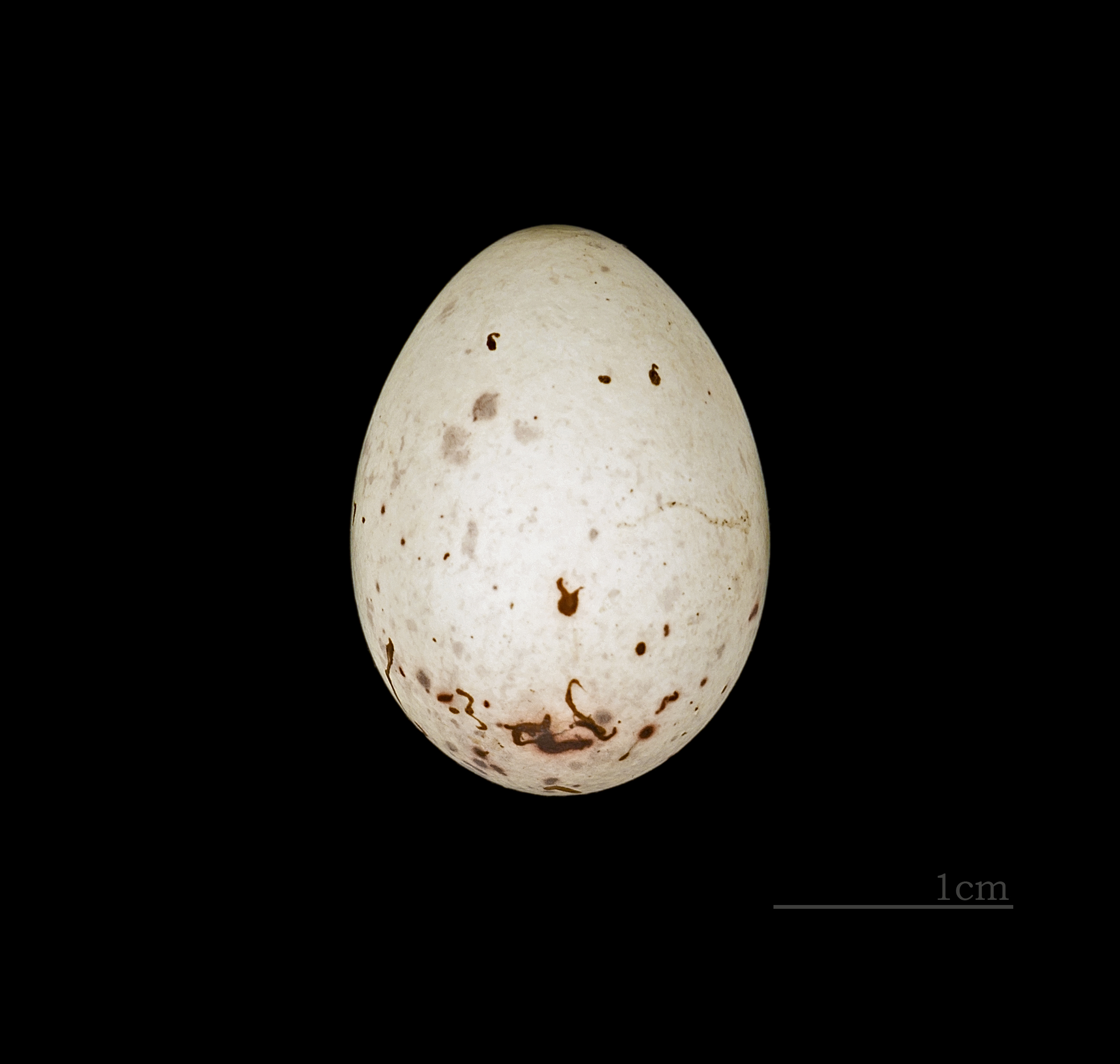
Jajo z kolekcji muzealnej

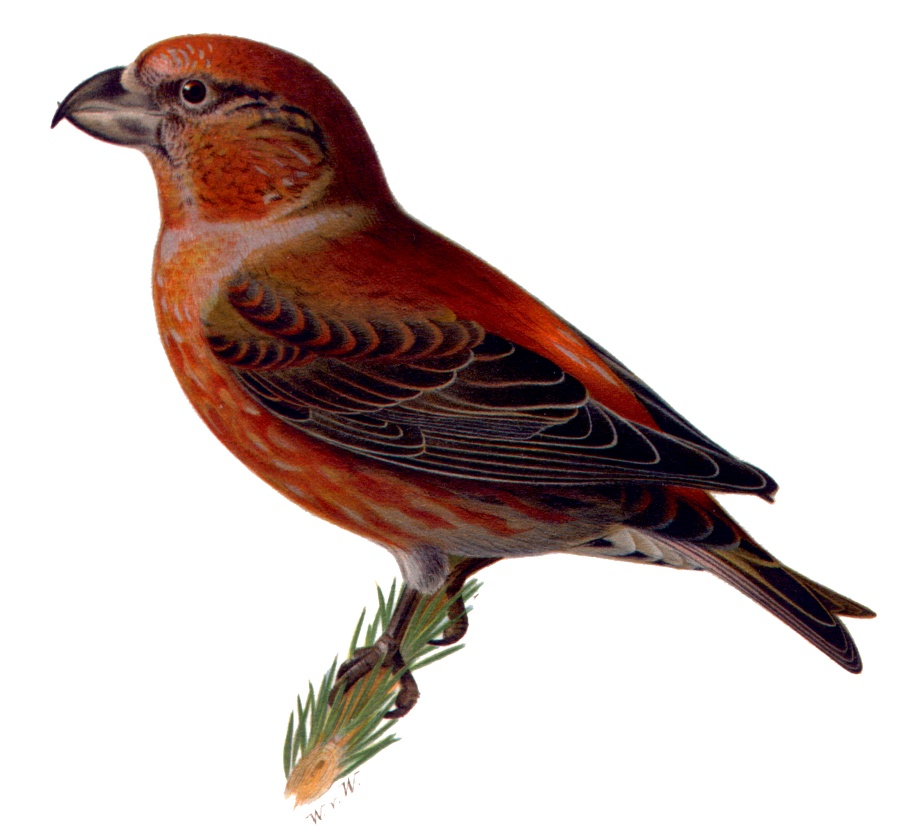
Samiec na ilustracji autorstwa von Wrighta

Okres lęgowyTrwa od marca do maja. W sezonie ptaki wyprowadzają najczęściej jeden lęg, rzadziej dwa.
GniazdoW wierzchołkowej partii korony drzewa, na znacznej wysokości przy pniu lub w rozwidleniu gałęzi. Konstrukcją podobne do gniazda krzyżodzioba świerkowego. Uwite jest z kory, gałązek, mchu, gałązek i porostów, a wyścielone puchem roślinnym, trawą, piórami i włosiem.
JajaSkładanie jaj przypada głównie na okres od połowy marca do połowy kwietnia. W zniesieniu 3–4 kremowe lub niebieskawe jaja z rdzawym nakrapianiem o średnich wymiarach 23 × 17 mm.
WysiadywanieOd złożenia pierwszego jaja trwa przez ok. 14–15 dni. Wykonuje je tylko samica.
PisklętaOpuszczają gniazdo po trzech tygodniach.

## Pożywienie
Głównie nasiona, pąki i pędy sosny, a także świerka, rzadziej innych roślin.

## Status i ochrona
IUCN uznaje krzyżodzioba sosnowego za gatunek najmniejszej troski (LC – Least Concern) nieprzerwanie od 1988 roku. W 2015 roku organizacja BirdLife International szacowała liczebność populacji w Europie (która obejmuje ponad 95% zasięgu lęgowego tego gatunku) na 424 000 – 1 560 000 par lęgowych. Ze względu na brak dowodów na spadki liczebności bądź istotne zagrożenia dla gatunku BirdLife International ocenia trend liczebności populacji jako prawdopodobnie stabilny.
Na terenie Polski krzyżodziób sosnowy jest objęty ścisłą ochroną gatunkową. Na Czerwonej liście ptaków Polski został sklasyfikowany jako gatunek wymarły regionalnie (RE – Regionally Extinct).